# Penedo (tiểu vùng)
Penedo là một tiểu vùng thuộc bang Alagoas, Brasil. Tiều vùng này có diện tích 1690 km², dân số năm 2007 là 117005 người.